# Pseudococama
Pseudococama is een geslacht van rechtvleugeligen uit de familie veldsprinkhanen (Acrididae). De wetenschappelijke naam van dit geslacht is voor het eerst geldig gepubliceerd in 1971 door Descamps & Amédégnato.

## Soorten
Het geslacht Pseudococama  is monotypisch en omvat slechts de volgende soort:
- Pseudococama aureoguttata (Descamps & Amédégnato, 1971)